# Porzellansammlung

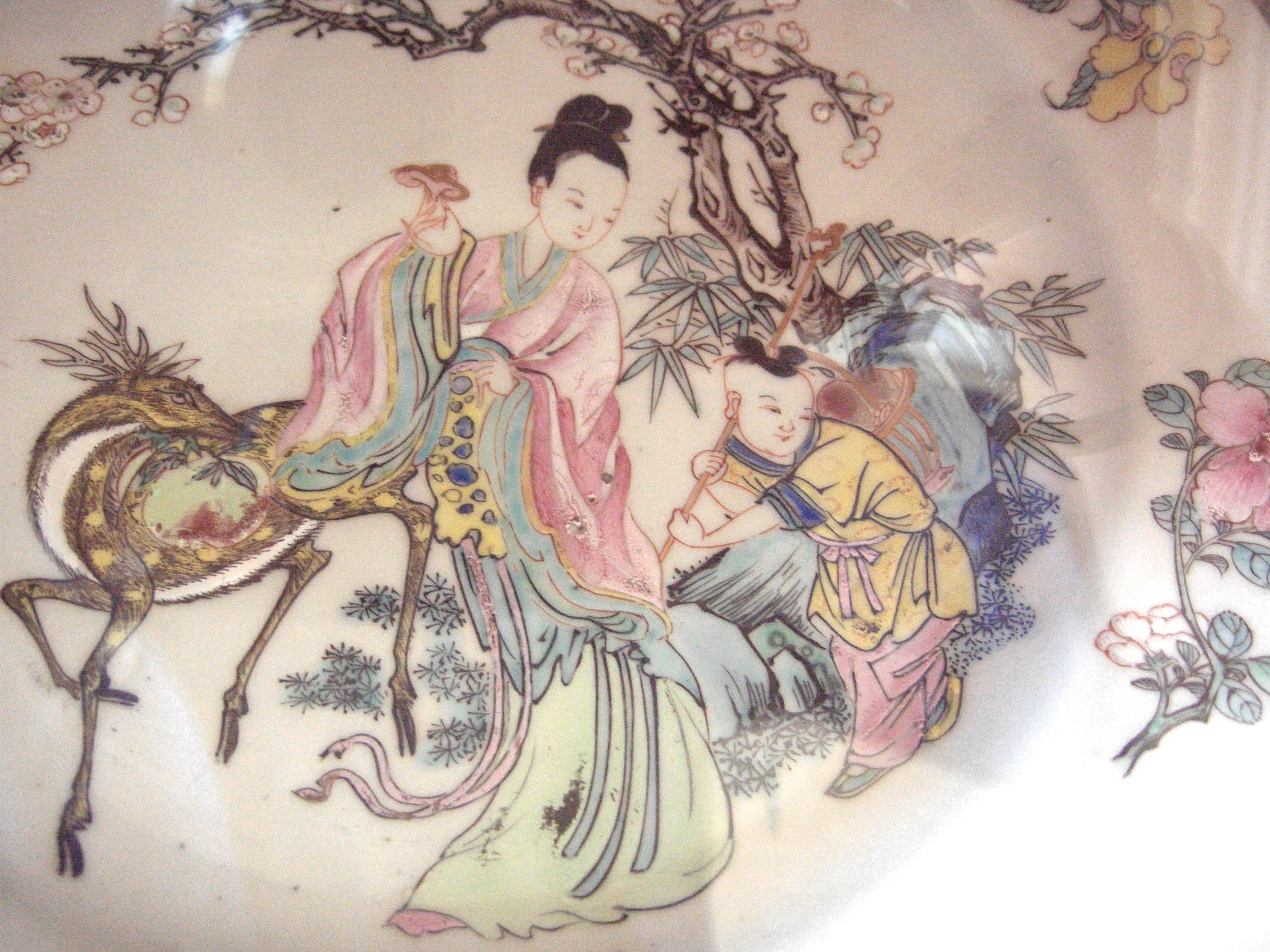
Porcellane cinesi della dinastia Qing.

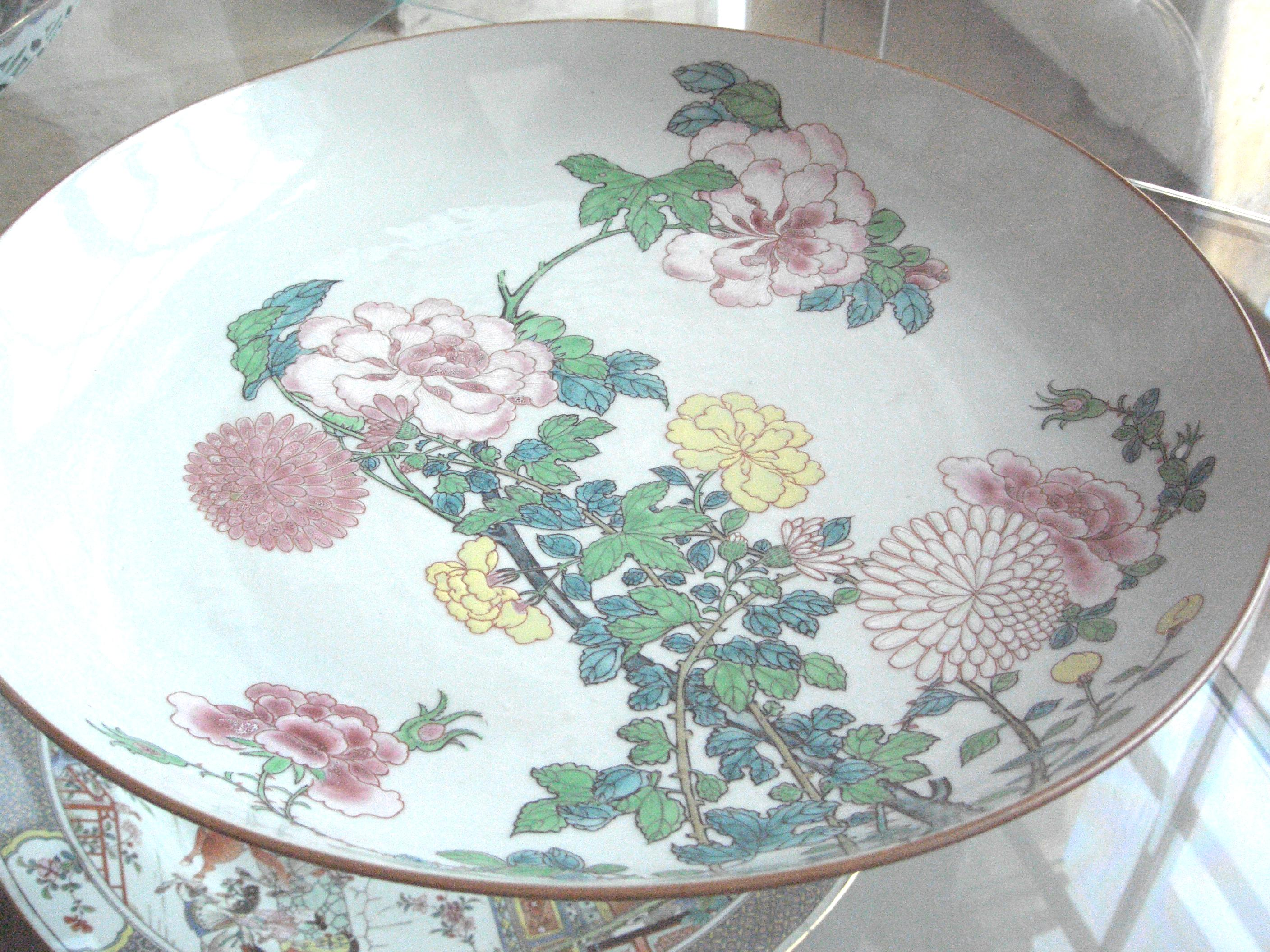
Tavolino con piano in porcellana.

Il Porzellansammlung (Museo delle porcellane) è un museo parte dello Staatliche Kunstsammlungen (Collezioni d'arte di stato) di Dresda, in Germania, ed è ubicato nel complesso dello Zwinger.

## Storia
La collezione venne fondata nel 1715 da Augusto II di Polonia, ed era originariamente ospitata nel Palazzo giapponese (allora noto come "Palazzo olandese") sulle rive dell'Elba. Venne successivamente trasferita nello Johanneum nel 1876. La collezione sopravvisse in gran parte alla seconda guerra mondiale grazie al trasferimento degli oggetti in luoghi sicuri. Venne poi trasferita nella sua attuale sede, nella parte meridionale dello Zwinger, nel 1962.

## Collezione
La collezione è costituita da oltre 20.000 oggetti in porcellana.
Un suo punto di forza è la collezione di porcellane tradizionali cinesi e giapponesi acquisite da Augusto il Forte. Soprattutto comprende porcellane blu e bianche delle dinastie  Ming e Qing, in particolare i "Vasi Dragoon" acquisiti da Augusto dal re Federico Guglielmo I di Prussia in cambio di un reggimento di dragoni. Ci sono anche oggetti colorati delle famiglie verde e rosa, bianche Dehua, giapponesi Arita e ceramiche realizzate appositamente per l'esportazione.
L'altro punto di forza è la collezione di porcellane sassoni, in particolare porcellane di Meissen. Questi pezzi sono in parte decorati con motivi cinesi, ma anche con vari motivi europei come scene della mitologia o idilli rococò. Ci sono anche numerosi sculture realizzate in pura porcellana bianca o dipinta, tra cui attori in miniatura, musicisti e giullari di corte (Schmiedel e Fröhlich), un servizio da tavola creato per re Federico Augusto III di Sassonia, e un tableau di cavalieri appartenuto al re  Augusto III.
A causa della mancanza di spazio non tutta la collezione è esposta permanentemente.  La collezione esposta è di circa 2.000 pezzi, rappresentante il 10% di tutti gli oggetti presenti nella collezione.
Una nuova galleria, per i pezzi dell'Asia orientale, è stata aperta nel 2006, ha incrementato di un quarto lo spazio espositivo. È stata creata nel giro di pochi mesi dall'architetto newyorkese Peter Marino con una miscuglio di elementi classici e moderni. Nella sezione moderna, la porcellana blu e bianca giapponese è presentata su tavoli storici, di fronte a pannelli laccati in grigio antracite e cinabro. Marino ha effettuato ulteriori riprogettazioni nel 2010.